# Comuna Pustohorod, Hluhiv
Pustohorod (în ucraineană Пустогород) este o comună în raionul Hluhiv, regiunea Sumî, Ucraina, formată din satele Hodunea, Pustohorod (reședința), Smîkarivka și Smolîne.

## Demografie
Componența lingvistică a comunei Pustohorod
     Ucraineană (81,19%)
     Rusă (18,61%)
Conform recensământului din 2001, majoritatea populației comunei Pustohorod era vorbitoare de ucraineană (81,19%), existând în minoritate și vorbitori de rusă (18,61%).